# Saunders-Roe SR.45 Princess
Il Saunders-Roe SR.45 Princess, o Saro SR.45 Princess, era un Idrovolante di linea britannico che volò per la prima volta nell'agosto 1952.
Realizzato in 3 esemplari rimase allo stadio di prototipo. Rappresentò l'ultimo sviluppo britannico nel settore dei grandi idrovolanti di linea. Otto dei dieci motori erano in coppia.

## Storia del progetto
Durante la primavera del 1945 il Ministero degli Approvvigionamenti (Ministry of Supply, MoS) britannico chiese alla Saunders-Roe, con sede a Eats Cowes, sull'isola di Wight, la progettazione di un nuovo idrovolante per il trasporto passeggeri a lungo raggio da utilizzare sulla rotta Southampton-New York gestita dalla compagnia aerea British Overseas Airways Corporation (BOAC). Dopo aver valutato una serie di diversi metodi e configurazioni di propulsione, il team di progettazione, per soddisfare gli enormi requisiti di potenza del gigantesco idrovolante designato SR.45 Princess, scelse la nuova turboelica Bristol Proteus 600 erogante la potenza di 3.780 hp. Il Ministro degli Approvvigionamenti George Strauss fu entusiasta della proposta, arrivando a considerare lo SR.45 come una parte importante del futuro servizio trasporto passeggeri della BOAC.
Nel maggio 1946, in risposta alla specifica C.10/46, l'offerta della Saunders-Roe fu dichiarata vincitrice e l'azienda ricevette un ordine per la produzione di tre idrovolanti SR.45. Il prezzo fissato era di 2,8 milioni di sterline, e il Ministero dell'Aviazione Civile fu ritenuto il "amministrazione aggiudicatrice" nello sviluppo, ma subito dopo il MoS affermò di essere l'unica autorità per l'acquisto di nuovi aerei civili britannici. Poco tempo dopo, il Direttore Generale dell'Ufficio Tecnico del MoS, dichiarò che gli operatori potevano trattare direttamente con i produttori se lo desideravano, il che era probabilmente la cosa politica più sensata. Era generalmente dato per scontato dal governo, dal MoS e in particolare dal ministro George Strauss, che BOAC avrebbe acquistato lo SR.45, soprattutto per le sue rotte transatlantiche, anche se la compagnia aerea sembrava mettere in discussione la cosa.. I lavori di costruzione sul primo esemplare di SR.45 Princess iniziarono a Cowes quasi immediatamente dopo aver ricevuto l'ordine, anche se andarono avanti piuttosto lentamente a causa delle numerose innovazioni che via via venivano incorporate nel progetto.
Nel gennaio 1947 il progetto divenne definitivo e furono pronti i disegni tecnici dettagliati. Le unità propulsive originariamente previste a quel tempo erano state sostituite dai Rolls-Royce Tweed. Il disegno delle ali era molto avanzato quando fu annunciato che il Tweed non sarebbe entrato in produzione. In tutto vennero presi in considerazione cinque diversi modelli di propulsori prima di effettuare la scelta finale;
Clyde, Cobra, Eagle, Python e Tweed. La turboelica Bristol Proteus 2 era all'epoca in ritardo di sviluppo. All'inizio del 1948 la stampa fu invitata a Cowes per vedere il primo esemplare di SR.45 in costruzione.  Allo stesso tempo emerso maggiori dettagli sul nuovo velivolo, e fu annunciata la decisione di adottare per la propulsione, dieci turboeliche Bristol Proteus. Questi motori erano (sulla carta) valutati in 3.200 shp/800 lb di spinta e dovevano essere installati a coppie di due (formanti 4 gruppi designati Proteus Complex), più due altri propulsori singoli, per un totale di 10. L'adozione della Proteus aveva reso necessaria una notevole riprogettazione delle forma delle ali, dato che la Proteus era un motore a flusso inverso con l'aria che entrava vicino alla parte posteriore. Grandi prese d'aria e condotti dovevano essere incorporate nelle ali davanti al longherone anteriore. Altre modifiche rispetto allo studio originale rivelato nel 1948 includevano un impennaggio di coda più grande e il posizionamento più in alto dei piani orizzontali. Il muso, che originariamente doveva essere emisferico, fu modificato in modo che l'abitacolo fosse leggermente allungato in avanti, offrendo una visuale migliore ai piloti. I galleggianti stabilizzatori furono riposizionati e resi retrattili ai fini di migliorare la penetrazione aerodinamica. Forse l'aspetto più avanzato dell'SR.45 fu l'adozione di una fusoliera interamente pressurizzata, dotata di aria condizionata e sistema di comandi di volo motorizzati. A quel tempo tali sistemi erano ancora in via di sviluppo.
La pressurizzazione e l'aria condizionata furono ottenute attraverso l'adozione di un intricato sistema di tubazioni e valvole, mentre la pressione era fornita da un grande compressore centrifugo a due stadi azionato da ciascun propulsore entrobordo tramite un motore a quattro velocità con cambio automatico.
Fin dalle prime fasi dello sviluppo i progressi del programma andarono incontro a ritardi e a costi superiori a quelli previsti, portando la Camera dei comuni a considerare con molto scetticismo la realizzazione del programma SR.45. Nello specifico, la progettazione e il test della cellula, nonché lo sviluppo condotto in modo indipendente del motore Bristol Proteus, contribuirono in modo determinante al superamento del costo previsto.
Nel 1951 la BOAC rivalutò i suoi requisiti permanenti e stabilì che la compagnia aerea al momento non aveva bisogno dello SR.45 Princess, o di qualsiasi nuovo grande idrovolante. La compagnia aerea aveva già deciso di terminare i suoi attuali servizi con gli idrovolanti nel 1950. Alla fine del 1951, fu annunciato che la costruzione dei tre SR.45 Princess sarebbe proseguita con l'intenzione di utilizzarli come aerei da trasporto per il servizio nella Royal Air Force (RAF). Tuttavia, nel marzo 1952, fu annunciato che mentre il primo prototipo sarebbe stato completato, i lavori sul secondo e sul terzo esemplare sarebbero stati sospesi in attesa della disponibilità di motori più potenti.